# Praz (minerał)
Praz – gemmologiczna nazwa zielonej odmiany chalcedonu. 
Nazwa pochodzi od greckiego słowa prason – por i stanowi aluzję do barwy tej rośliny.
Bardzo rzadko spotykane są wykształcone kryształy. Najczęściej występuje w formie mas mikrokrystalicznych. Ciemnozielony odcień pochodzi od wrostków aktynolitu lub chlorytu.
Znany jest od czasów antycznych. 

## Występowanie
W niektórych złożach niskotemperaturowych. Najczęściej współwystępuje z takimi minerałami jak: 
tremolit, aktynolit, chloryt, magnetyt, piryt, turyngit, kryształ górski.
Miejsca występowania - okazy gemmologiczne: Niemcy - Rudawy i Góry Kruszcowe, Finlandia, Austria (Alpy Salzburskie), Szkocja, Rosja – Ural (region fizycznogeograficzny), RPA, Australia – Queensland, USA – Kalifornia, Brazylia.
W Polsce – w Rudawach Janowickich, 

## Zastosowanie
- W jubilerstwie do wyrobu drobnej biżuterii. Najczęściej stosowany w postaci kaboszonów lub kulek.

Szerokie stosowanie uniemożliwia brak dobrego materiału jubilerskiego.
- do wyrobu przedmiotów ozdobnych, pamiątkarskich.